# Форно ди Дзолдо
Фо̀рно ди Дзо̀лдо (на италиански: Forno di Zoldo; на ладински: al Fôr, ал Фор) е село в Северна Италия, община Вал ди Дзолдо, провинция Белуно, регион Венето. Разположено е на 848 m надморска височина.